# کشتار ۲۰۱۰ کلیسا بغداد
کشتار ۲۰۱۰ کلیسا بغداد (انگلیسی: 2010 Baghdad church massacre) در روز یکشنبه۳۱اکتبر شش داوطلب انتحاری از گروهی به نام دولت اسلامی عراق در غروب آن روز به کلیسای کاتولیک سریانی در بغداد حمله کرده و اقدام به کشتن نیایش‌گران کردند. به گزارش خبرگزاری فرانسه، دولت اسلامی عراق، یک گروه شبه نظامی سنی در زیر چتر القاعده در عراق فعالیت دارد.
در این حمله انتحاری پنجاه و هفت نمازگزار، کشیش، پلیس و ناظرین کشته شدند و هفتاد و هشت زخمی و زخمی شدید برجای گذاشته شد. رهبران جهان و برخی از امامان سنی و شیعه عراق این کشتار جمعی را محکوم کردند..